# Coiba
Coiba é a maior ilha da América Central, ao largo da costa da província panamenha de Veraguas. Em 1919 foi construído um estabelecimento prisional na ilha, que em 2004 foi fechado. A ilha foi declarada parque nacional em 1992 e é um dos poucos sítios na América Central onde se podem encontrar araracangas em abundância na selva. Cerca de 75% da ilha é floresta. A ilha de Coiba é casa de espécies raras de animais que podem ser encontrados apenas em Coiba. As águas adjacentes à ilha fazem equipa com a vida marinha. É cercada por um dos maiores recifes de coral do mundo na costa do Pacífico americano.
O Parque Nacional Coiba e a sua Zona Especial de Protecção Marinha foram declarados Património Mundial da UNESCO em 2005.